# Pusan

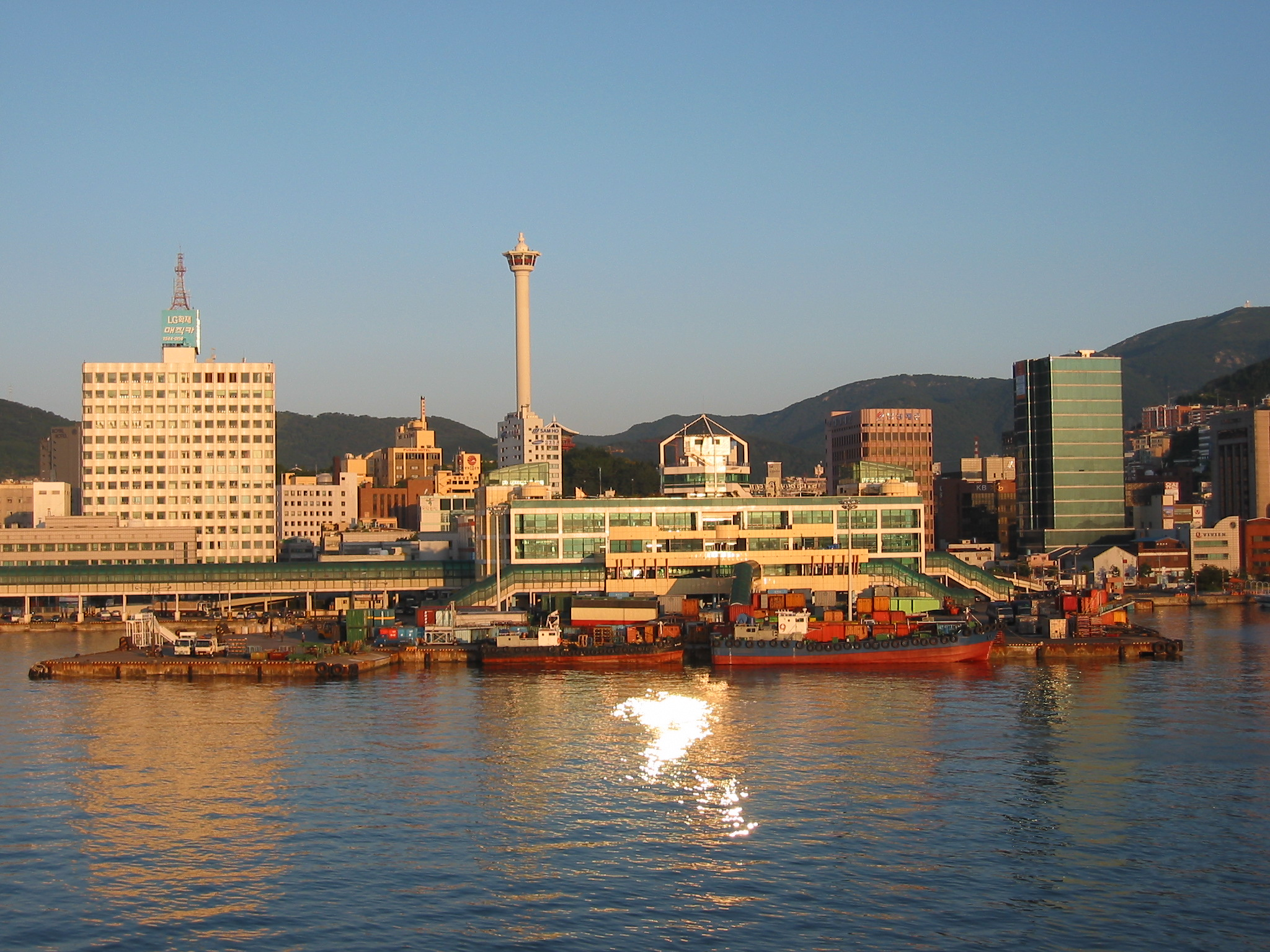
Pusan Tower, symbol města

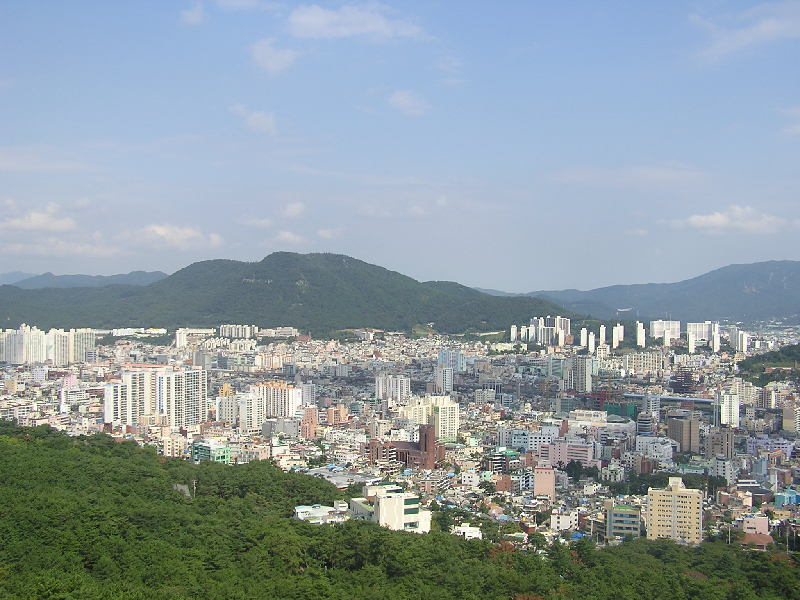
Městská část Kümdžong-gu

Pusan (korejsky: 부산; 釜山; romanizováno podle McCune Reischauerova systému jako Pusan, v oficiální romanizaci platné od roku 2000 v Jižní Koreji Busan) je přímořské metropolitní město v Jižní Koreji. S rozlohou 763 km² a počtem obyvatel přesahujícím 3,6 milionu je druhé největší město v Koreji. Město je důležitým dopravním uzlem v lodní přepravě, nachází se zde velký přístav (v roce 2014 byl šestým největším kontejnerovým přístavem na světě). Pusan je známý hlavně v oblasti kulturního a společenského života. Každoročně zde probíhá mezinárodní filmový festival.
Pusan leží v jihovýchodní části Korejské republiky, přibližně 420 kilometrů od hlavního města Soul. Ze severu ho obklopují pohoří, z jihu Japonské moře. Městem protékají dvě řeky, Nakdong a Sujong (수영강).
Pusan byl v roce 2002 hostitelským městem Asijských her a APEC 2005. Byl také jedním z hostitelských měst Mistrovství světa ve fotbale 2002. Od 1. 5. do 31. 10. 2030 by město chtělo být hostitelem světové výstavy EXPO 2030.

## Historie
Oblast kolem města Pusan se během korejské války stala posledním útočištěm jihokorejské armády a odehrála se zde bitva o Pusanský perimetr, ve které se severokorejská vojska podařilo odrazit a zatlačit zpět na sever.

## Podnebí
Město leží v mírném podnebném pásu kontinentálního rázu, které je typické pro monzunové oblasti a charakteristické výrazným rozdílem mezi teplotami v létě a v zimě. Průměrná roční teplota je 13,7 °C a průměrný roční počet srážek je 1 383 milimetrů.

## Administrativní rozdělení

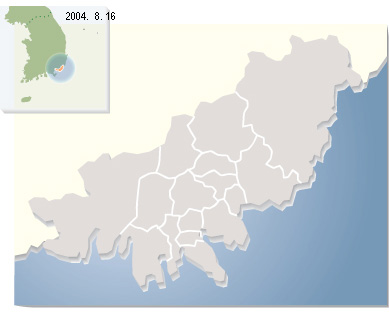
Části města

Pusan byl od roku 1957 rozdělen na 6 městských čtvrtí nazývaných „gu“ (구). V současnosti má 15 městských čtvrtí a 1 okres nazývaný „gun“ (군):
- Čung-gu (중구)
- Häundä-gu (해운대구)
- Jondže-gu (연제구)
- Jongdo-gu (영도구)
- Kangso-gu (강서구)
- Kidžang-gun (기장군)
- Kümdžong-gu (금정구)
- Nam-gu (남구)
- Puk-ku (북구)
- Pusandžin-gu (부산진구)
- Saha-gu (사하구)
- Sasang-gu (사상구)
- So-gu (서구)
- Sujong-gu (수영구)
- Tong-gu (동구)
- Tongnä-gu (동래구)

## Sport
Od roku 1982 se ve městě hraje nejvyšší baseballová liga KBO. Mužstvo Lotte Giants hraje domácí zápasy na stadionu Sadžik v městské části Tongnä-gu (동래구).
Pusan má zastoupení i v nejvyšší fotbalové soutěži K-League. Na stadionu Asiad Main Stadium sídlí mužstvo Pusan I’Park. Na tomto stadionu s kapacitou 53 tisíc diváků se odehrály i tři zápasy 17. mistrovství světa ve fotbale a stadion byl také hostitelem 14. ročníku Asijských her.
Pusan se také účastní K League 2, druhé ligy korejského profesionálního fotbalu. Gudeok Stadium je domovem týmu Pusan I'Park.

## Doprava

### Letecká doprava
Na západě Pusanu u čtvrti Kangso-gu (강서구), leží u města Kimhe mezinárodní letiště Kimhe (김해), které bylo otevřené v roce 1976. V současnosti[kdy?] se dokončuje nový terminál. Letiště provozuje vnitrostátní lety a mezinárodní lety pouze do vybraných asijských cílů. Výjimku tvoří spoj s Evropou, let na trase Pusan–Mnichov společnosti Lufthansa. Z Pusanu létají i dvě největší korejské společnosti Korean Air a Asiana Airlines.

### Železniční doprava
V Pusanu končí železniční trať Soul–Pusan korejsky zvaná Kjongbu (경부) i novější vysokorychlostní trať Soul – Pusan, které ho obě spojují s městy Soulem, Tedžonem a Tegu. Cesta rychlodráhou KTX do přibližně 420 km vzdáleného hlavního města Soulu trvá 150 minut.

## Partnerská města
- Kao-siung, Tchaj-wan (1966)
- Los Angeles, USA (1967)
- Šimonoseki, Japonsko (1976)
- Barcelona, Španělsko (1983)
- Rio de Janeiro, Brazílie (1985)
- Fukuoka, Japonsko (1989)
- Vladivostok, Rusko (1992)
- Šanghaj, Čína (1993)
- Surabaya, Indonésie (1994)
- Victoria, Austrálie (1994)
- Tijuana, Mexiko (1995)
- Ho Či Minovo Město, Vietnam (1995)
- Auckland, Nový Zéland (1996)
- Valparaíso, Chile (1999)
- Western Cape, Jihoafrická republika (2000)
- Montreal, Kanada (2000)
- Istanbul, Turecko (2002)
- Dubaj, Spojené arabské emiráty (2006)
- Chicago, USA (2007)
- Manila, Filipíny (2008)

## Slavní rodáci
- Daniel Dae Kim (* 1968), americko-korejský herec[2]
- Čon Čong-kuk (* 1997), známý jako Jungkook, jihokorejský zpěvák, tanečník a člen skupiny Bangtan Boys (BTS)[3]
- Pak Či-min (* 1995), známý jako Jimin, jihokorejský zpěvák, tanečník a člen skupiny BTS[4]